# Ischaemum quilonense
Ischaemum quilonense är en gräsart som beskrevs av N. Ravi och Shaju. Ischaemum quilonense ingår i släktet Ischaemum och familjen gräs. Inga underarter finns listade i Catalogue of Life.